# La Yesa
La Yesa (em castelhano e oficialmente) ou la Iessa (em valenciano) é um município da Espanha na província de Valência, Comunidade Valenciana. Tem 84,7 km² de área e em 2021 tinha 230 habitantes (densidade: 2,7 hab./km²).

## Demografia
| Variação demográfica do município entre 1991 e 2004 | Variação demográfica do município entre 1991 e 2004 | Variação demográfica do município entre 1991 e 2004 | Variação demográfica do município entre 1991 e 2004 |
| --------------------------------------------------- | --------------------------------------------------- | --------------------------------------------------- | --------------------------------------------------- |
| 1991                                                | 1996                                                | 2001                                                | 2004                                                |
| 306                                                 | 303                                                 | 252                                                 | 250                                                 |